# サラダエクスプレス
サラダエクスプレスは、阪神バスが運行する高速バス（空港路線除く）。

## 概要
阪神バスの高速バスには、路線・行先・共同運行会社に関係なく「サラダエクスプレス」の愛称がつき、車両にも野菜（トウモロコシ・セロリ・ピーマン・トマト）をイメージしたキャラクターが描かれている。このデザインは外部のデザイナーによるものではなく、阪神電気鉄道社員によるデザインである。空港路線の新車もこのデザインで投入されている。なお昼行路線の車両と空港路線の車両はトイレの有無の関係で共用できない。
「サラダエクスプレス」を名乗るのは阪神バスの運行便のみで、他社運行便は無名あるいはその会社独自の愛称がつく。このため共同運行の会社同士で愛称が一致しない。同様に路線等に関係なく愛称がつく例に神姫バス「ハーバーライナー（昼行）」「プリンセスロード（夜行）」、遠州鉄道「e-LineR」などがある。
2019年6月28日、29日は、G20サミットに伴う交通規制に対応するため、津和野、宇和島、今治方面の路線は、梅田から三宮へ発着地の変更を行った。徳島方面は、6月30日まで運休となった。

## 現行路線

### 夜行便
- 大阪梅田・神戸三宮 - 浜田・益田・津和野（石見交通と共同運行）※運休中

阪急三番街（※）・ハービスOSAKA（大阪駅前）・神戸三宮 - 浜田駅前・三隅・益田駅前・日原（道の駅）・津和野駅前
※阪急三番街の停車は2008年7月1日から。往路も復路も阪急三番街→ハービスOSAKAの順に停車。

### 昼行・夜行便
- 大阪梅田・神戸三宮 - 大洲・卯之町・宇和島・城辺（宇和島自動車と共同運行）※昼行便は宇和島バスセンター止まり。夜行便は運休中

新大阪駅<大阪行のみ※運休中>・ハービス大阪（大阪駅前）・神戸三宮 - 大洲・卯之町・吉田・宇和島バスセンター（・岩松・柏・御荘・城辺バスセンター）
※（ ）内は夜行便のみ経由。
- 大阪梅田・神戸三宮 - 川之江・新居浜・西条・今治（せとうちバスと共同運行）※夜行便は運休中

ハービス大阪（大阪駅前）・神戸三宮 - 三島川之江IC・新居浜駅前・西条駅前・壬生川駅前・今治桟橋・今治駅前
ハービス大阪（大阪駅前）・神戸三宮 - 因島重井・瀬戸田・大三島・伯方島・大島・今治駅前・今治桟橋＜しまなみ海道経由便＞※土曜朝の今治発、日曜夕方の大阪発のみ1往復運行
※2012年3月2日より夜行便を新設（夜行便を含め8往復に増便）したが、2024年5月時点では運休中

### 昼行便
- 大阪梅田・なんば - 鳴門・徳島（南海バス・阪急バス・徳島バスと共同運行）

USJ・なんば高速バスターミナル・阪急三番街・ハービス大阪（大阪駅前）・高速舞子 - 鳴門公園口BS<徳島行降車のみ>・高速鳴門BS・松茂・工業団地前・徳島駅前
※大阪側のUSJ・なんば高速バスターミナルへの発着は、一部便のみ。
- 神戸三宮・舞子 - 鳴門・徳島（神姫バス・山陽バス・徳島バスと共同運行）

神戸三宮（神姫バス三ノ宮バスターミナル）・三宮駅・高速舞子 - 鳴門公園口BS・高速鳴門BS・松茂・工業団地前・徳島駅前

## 過去に運行されていた路線
- USJ直通バス（尼崎線、西宮線、神戸線）
- 神戸三宮 - 横浜・川崎（アンカー・サラダエクスプレス）（京浜急行電鉄（当時）と共同運行）
- 尼崎・神戸 - 熊本・八代→尼崎 - 熊本・鹿児島（トワイライト神戸・サラダエクスプレス）（九州産交バスと共同運行）
- 尼崎・神戸 - 鹿児島（トロピカルライナー・サラダエクスプレス）（鹿児島交通と共同運行。上記トワイライト神戸号と統合）
- 神戸・大阪 - 東京ディズニーリゾート・千葉（京成バスと共同運行）

※2010年12月31日をもって運行から撤退（予約・発券業務は2020年1月31日まで継続）。2011年1月1日以降は阪急バス・京成バスの共同運行に変更。

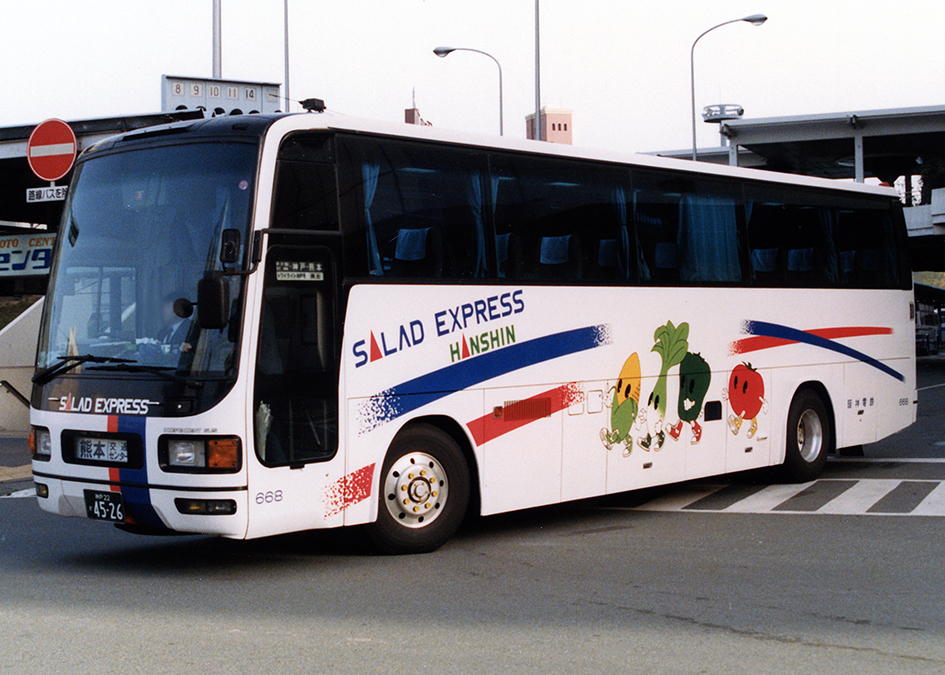
トワイライト神戸号（1992年）